# Mapoteng
Mapoteng è una comunità del Lesotho, situata nel distretto di Berea.

## Villaggi
La comunità di Mapoteng comprende i seguenti villaggi:
- Borakapane
- Botsoapa
- Ha 'Makhoroana
- Ha Arone
- Ha Filoane
- Ha Hlakolane
- Ha Jobo
- Ha Khotso
- Ha Lebenya
- Ha Lehomo
- Ha Macha
- Ha Mafamolane
- Ha Mahlomola
- Ha Makhobalo
- Ha Makoetje
- Ha Malima
- Ha Malopote
- Ha Malothoane
- Ha Matube
- Ha Mohapi
- Ha Mokhachane
- Ha Mokhobokoane
- Ha Mokone
- Ha Molebo
- Ha Moqachela
- Ha Morasenyane
- Ha Mosenya
- Ha Moshakha
- Ha Motjoli
- Ha Mpeshe
- Ha Mphanya
- Ah Mphatsoanyane
- ah Nthoba
- ah Ntina
- ah Ntsoso
- ah Phalima
- ah Pitso
- ah Potjo
- ah Qhobosheane
- ah Rachère
- ah Ramaema
- ha Ramakoro
- ah Ramohoete
- ah Saba
- ah Sekhahlela
- ah Sekhomo
- ha Selebeli
- ha Tebalete
- ah Tsepe
- ah Weeto
- Kelekeqe
- Khetha
- Khohlong
- Koma-Koma
- Leboteng
- Lekhalong
- Libakha
- Lifotholeng
- Likoting
- Machoaboleng
- Makoabating
- MampatingMapolateng
- Marena Mangata
- Masaleng
- Masenkeng
- Masetlaokong
- Matlapeng
- Mokoallong
- Mothoba-Pelo
- Nokong
- Ntširele
- Nyareleng
- Paballong
- Phalole
- Phutha
- Popopo
- Sehlabeng
- Sehlabeng
- Sekhutlong
- Sekotjaneng
- Sentelina
- Taung
- Taung
- Taung
- Thaba-Chitja
- Thabana-Tšooana
- Thabong
- Thota-Tsehla
- Thoteng
- Tlokong
- Tsatsa-Le-Moea
- Tsokung

## Servizio sanitario
La comunità di Mapoteng è sede dell'Ospedale Avventista Maluti (MAH) che, fondato il 7 marzo 1951, è situato a 8 km dalla capitale, Maseru. L'ospedale ha 150 posti letto e principalmente offre assistenza alle 100.000 persone che vivono nei 264 villaggi circostanti all'area sanitaria.